# 竹炭

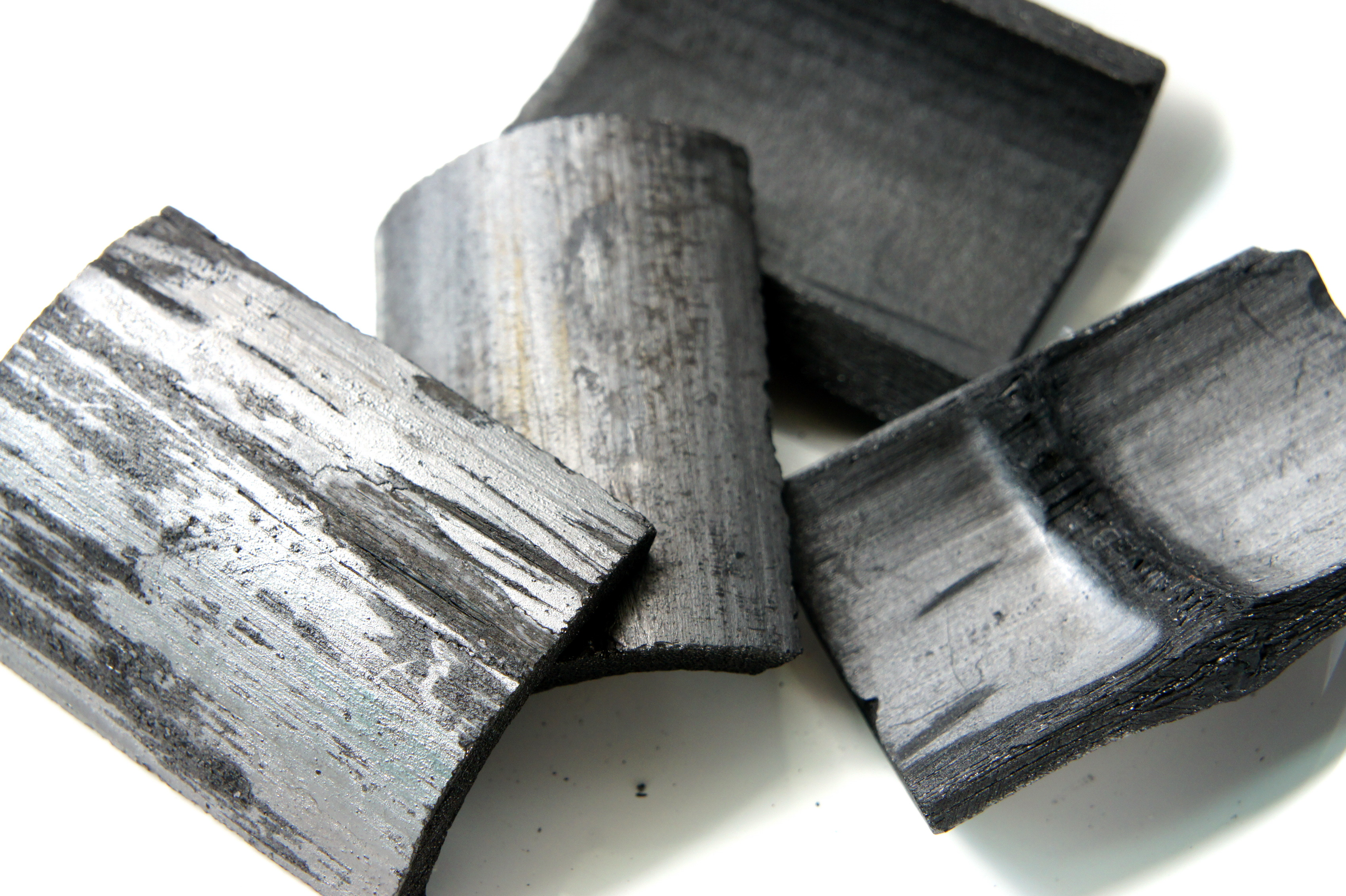
竹炭

竹炭（ちくたん、たけすみ）は、竹を人為的に炭化させたものである。主に燃料炭として使われる木炭と違い、竹炭は生活補助機能目的として利用されることが多い。

## 構造
炭は炭素の同素体の一種である黒炭からなる。超微細孔が多数存在し、その半径が15–27nmであり、木炭などに比べて小さい。炭化温度によって表面積も大きくなり、竹炭1g中の孔の表面積は、炭化温度200°Cで1.7m2、800°Cで724.8m2という測定結果が示されている。

## 効果・利用法
- 調湿 - 多孔質であることから、周囲の空気中水分を吸着し、乾燥時に吐き出す能力をもつ。800–1000°Cで焼き上げたものが効果的であるとされている。効果は半永久的といわれる。
- 脱臭・空気浄化 - 細孔の中に様々なにおいの元となる物質を物理吸着するとされている。細孔が塞がってしまう為、吸着能力が発揮される期限がある。以下に吸着する物質、()内に最も適した焼き上げ温度を挙げる。
  - アンモニア (400–500°C)[1] - 汗、尿等に含まれる。
  - ホルムアルデヒド (900–1000°C) - 建材（接着剤・塗料・防腐剤）などに含まれる。
  - ベンゼン (900–1000°C) - 自動車の排気ガス、タバコの煙などに含まれる。
  - トルエン (900–1000°C)[1] - 油性塗料、インキ、ペンキなどに含まれる。
  - インドール (900–1000°C) - 口臭、大便、屁などに含まれる。
  - ノネナール (900–1000°C) - 中高年の特有臭、いわゆる加齢臭。
- 水質浄化・ミネラル放出 - 水道水に入れることにより、カルキ臭・塩素[1]を吸着する。また竹炭に含まれるカリウム・マグネシウムなどが放出される。飲料水・炊飯や料理の際に使われる。
- 土壌改良 - 含水性を向上、微生物の棲息場所を提供する。浄化等に使った竹炭を再利用することが多い。
- 通電性 - 高温で焼き上げたものほど、通電性が高くなる（エジソンが最初に電球を作ったときに用いたのは、日本製の竹フィラメントであった）。このためテスターで電気抵抗を測定する事で焼き上げ温度の推定や、品質基準とする事も出来る。
- 観賞用 - 竹炭はインテリアとしても使われる。竹特有の節が入ったもの、割られておらず筒状のまま炭化されたものなどが使われる。

### 手入れ方法
吸着能力が低下してきたときは定期的に煮沸消毒をすれば、竹炭の孔に吸着した物質が取れ、再利用できることもある。ただし煮沸により放出できる物質は限られており、ほぼ完全に戻そうとするには高温に晒さなければならない。飲料や食品用に煮沸消毒する際に気をつけなければならないのは、竹炭を洗うときに食器用洗剤などを使用しないことである。洗剤が竹炭の孔に吸着してしまうためである。

## 炭化温度
生活補助機能を目的として使われる竹炭では、焼き上げ温度（炭化温度）によって用途が異なることがあり、重要視される。通常、炭化窯内では場所によって温度に差ができることが多い。炭化温度の低いものは色は黒く、軟質で形が崩れやすい。炭化温度が高くなると硬質化するとともに通電性が高くなる。色は銀色っぽく光り、「キンキン」と金属のような音がする。また炭化の際、800°C以上の高温時に炭を取り出し、灰を掛けて冷却する方法がある。この方法を用いて作られた竹炭を白竹炭という。また、1000°Cを超える温度で炭化された竹炭は微細孔が収縮する傾向があり、全般的な吸着性能は下がる。また水質浄化（特に飲料水・炊飯用など）に使用する際、炭化が不十分なものであると竹炭に含まれる炭そのものが崩れて水中に混ざったり不純物が水中に溶出してくる場合もあるため、注意が必要である。